# Attentate auf Mohammad Reza Pahlavi
Auf Mohammad Reza Schah Pahlavi sind im Laufe seiner von 1941 bis 1979 dauernden Regentschaft mehrere Attentate verübt worden. Zwei Attentate sind besonders bekannt geworden, da Schah Mohammad Reza Pahlavi nur knapp dem Tod entkam.

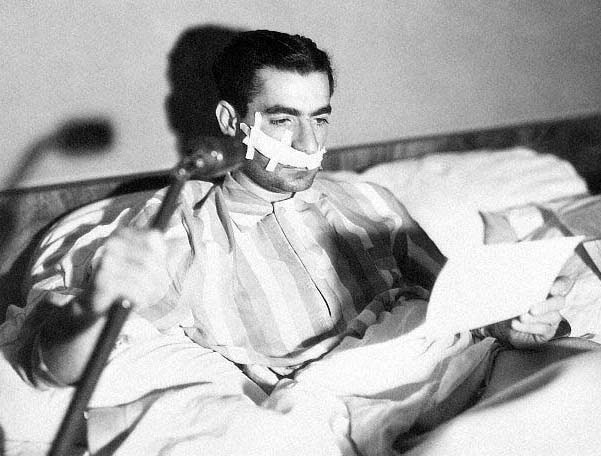
Mohammad Reza Schah im Krankenhaus nach dem Attentat vom 4. Februar 1949

## Attentat vom 4. Februar 1949 (15. Bahman 1327)
Das erste Attentat ereignete sich am 4. Februar 1949 gegen 15:00 Uhr. Es war ein Freitag und damit ein Ruhetag im Iran. Der 4. Februar war der Gründungstag der Universität Teheran. Es war seit Reza Schah Tradition, dass der Schah an diesem Tag die Universität besucht und die Abschlusszeugnisse des aktuellen Jahrgangs übergibt. Am Nachmittag erreichte Mohammad Reza Schah das Universitätsgelände und ging zu Fuß zum Gebäude der juristischen Fakultät, wo die Übergabe der Zeugnisse stattfinden sollte. Plötzlich ging ein Mann mit einer Kamera auf den Schah zu, zog eine Pistole des Kalibers 6,35. Aus einer Entfernung von zwei Metern zielte er auf den Schah und feuerte fünf Schüsse ab. Die ersten drei Kugeln streiften nur die Kopfhaut, die vierte Kugel durchschlug die Unterlippe und den Backenknochen, die fünfte Kugel traf das Schlüsselbein. Wegen einer Ladehemmung blieb der sechste Schuss aus. Durch Schüsse von den den Schah begleitenden Offizieren wurde der Attentäter, Nasser Fakhr Araϊ, zuerst am Bein und dann von zwei Kugeln in den Bauch und die Hüfte getroffen. Er starb unmittelbar nach dem Attentat.
Wie sich später herausstellte, hatte der Attentäter mittels eines Presseausweises, ausgestellt von der Zeitung Partcham-e Islam (Die Fahne des Islam), Zutritt zum Universitätsgelände erlangt. Mit der Behauptung, der Attentäter Fakhr Araϊ sei Mitglied der kommunistischen Tudeh-Partei gewesen, wurde diese Gruppierung mit sofortiger Wirkung verboten, der Partei nahestehende Zeitungen wurden geschlossen und weitere politische Oppositionelle verhaftet. An dem Tag des Attentats hatte die Tudeh-Partei eine große Demonstration am Grab von Taqi Erani abgehalten und hatte bereits den Wahlkampf für die anstehenden Parlamentswahlen im Sommer 1949 begonnen. Durch das Verbot war es der Partei verwehrt, offiziell an der Wahl teilzunehmen.
Mohammad Reza Schah nutzte die Tatsache, dass er das Attentat mit glimpflichen Verletzungen überstanden hatte. Er legte dem Parlament ein Gesetz zur Errichtung einer zweiten Kammer, des Senats (Kakh-e Majles-e Sena) vor, die zwar in der Verfassung von 1906 vorgesehen, aber bis dato noch nicht konstituiert worden war. Am 27. Februar 1949 stimmte das Parlament der Gesetzesvorlage zu, und bereits am 21. April 1949 wurde der Senat vom Schah eröffnet. Mit der Errichtung des Senats konnte Mohammad Reza Schah seine Machtbasis gegenüber dem Parlament erweitern, da die Senatoren je zur Hälfte vom Schah ernannt und von der Bevölkerung direkt gewählt wurden. Die erste Sitzung des Senats fand am 9. Februar 1950 statt.
Am 21. April 1949 eröffnete Mohammad Reza Schah die Parlamentssitzung. In dieser Sitzung stimmte das Parlament einer Änderung des Artikels 48 der Verfassung zu, nach dem der Schah jederzeit und ohne Grund das Parlament auflösen kann. Damit hatte Mohammad Reza Schah ein Druckmittel gegenüber den Abgeordneten in der Hand, das er in den kommenden Jahren für die Umsetzung seiner politischen Vorstellungen zu nutzen wusste.

## Attentat vom 10. April 1965 (21. Farvardin 1344)

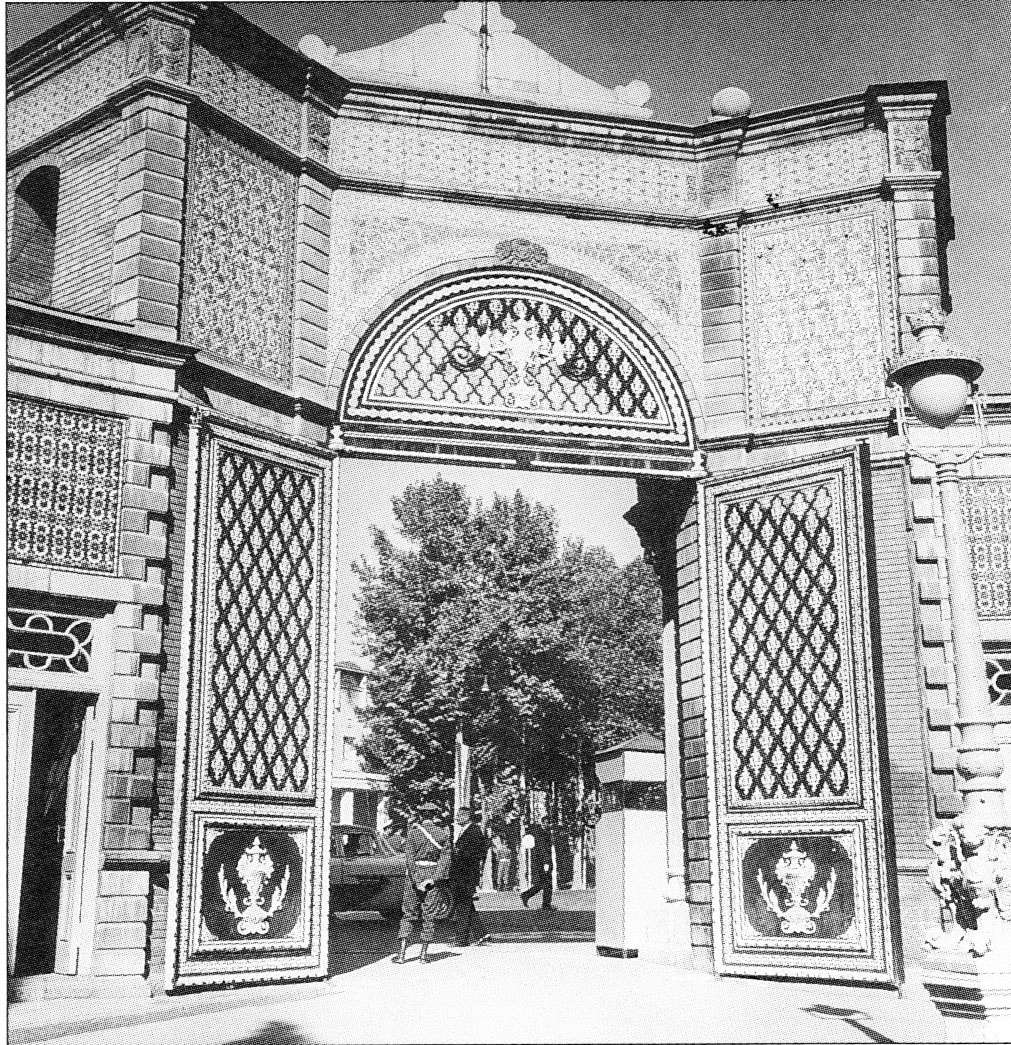
Eingang zum Marmorpalast

Das zweite Attentat am 10. April 1965 um 10:00 Uhr sollte den Schah im Eingangsbereich des Marmorpalastes treffen und wurde von Reza Schamsabadi verübt – einem Wehrpflichtigen, der an diesem Tag zum Wachdienst eingeteilt worden war. Der mitten in Teheran gelegene Marmorpalast wurde als offizielles Büro des Schahs genutzt. Die Palastwachen (pasdaran) setzten sich aus Berufssoldaten der Leibwache des Schahs (Imperial Guard) und Wehrpflichtigen zusammen, die in gemeinsamen Einheiten den Schutz der königlichen Familie und deren Paläste gewährleisten sollten. Die zur Palastwache eingeteilten Soldaten waren genau überprüft worden. Selbst die Familien der Palastwachen wurden in die Überwachung einbezogen. Der Wechsel der Palastwachen erfolgte nach einem festgelegten Zeremoniell, das von einer Musikkapelle begleitet wurde. Während des Wachwechsels war üblicherweise die vor dem Marmorpalast gelegene Kakh-Straße abgesperrt, um den Wachwechsel reibungslos vonstattengehen zu lassen. An dem fraglichen 10. April marschierten die Wachsoldaten wie üblich zur Wachablösung. Der diensthabende Wachoffizier kam ihnen entgegen und teilte ihnen mit, dass die Wachablösung heute ohne Zeremonie erfolge, was völlig ungewöhnlich war. Die Wachen wurden wie befohlen ohne Zeremonie gewechselt.
Üblicherweise ging der Schah werktäglich um 9:00 Uhr von seinem in der Nähe des Marmorpalasts liegenden Wohngebäude zusammen mit dem Kronprinzen zu Fuß zum Marmorpalast. Die Straße, die auf den Marmorpalast zulief, öffnete sich vor dem Palast zu einem kleinen, dreieckigen Platz. An jedem Eck des Platzes stand ein Wachsoldat, ausgerüstet mit einer Maschinenpistole MP 40 deutscher Herstellung, noch aus der Zeit des Zweiten Weltkriegs stammend, mit zwanzig Schuss und einem Ersatzmagazin mit weiteren vierzig Schuss. An der rechten und linken Seite des Palasteingangs standen zwei Wachoffiziere mit derselben Bewaffnung. Am 10. April kam eine Stunde vor der Ankunft des Schahs ein Unteroffizier einer Spezialeinheit in Zivil auf das Palastgelände. Ein weiterer Unteroffizier dieser Spezialeinheit mit Namen Laschgari befand sich bereits im Palast. Der Wachsoldat Schamsabadi hatte an diesem Tag Dienst und war auf einer Wachposition des Dreiecks vor dem Palast eingeteilt. Schamsabadi galt als besonders guter Schütze. Wie sich später herausstellte, war Schamsabadi während eines Heimaturlaubs von Gegnern des Schahs kontaktiert und für ein Attentat gewonnen worden.
Für den Morgen des 10. April war um 9:45 Uhr ein Treffen zwischen dem Schah und dem pakistanischen Generalstabschef geplant. Der Schah hatte sich etwas verspätet und fuhr deshalb ohne den Kronprinzen mit einem Auto von seinem Wohngebäude zum Marmorpalast. Der Wagen passierte schnell die Wachen und hielt um 10:00 Uhr direkt vor dem Eingang des Palastes an. Mohammad Reza Schah stieg aus dem Auto aus und ging eilig zur Eingangstür des Palastes. Schamsabadi, der wohl geplant hatte, den zu Fuß kommenden Schah mit dem Kronprinzen zu erschießen, verließ seinen Posten und rannte Richtung Schah. Wachoffizier Mastersergeant Mohammad Ali Babaian zog sofort seine Pistole und schoss achtmal auf Schamsabadi. Während Schamsabadi sich umdrehte, seine Waffe auf Babaian richtete und ihn erschoss, gelang es dem Schah, den Palast zu betreten. Der an der Tür stehende Kammerdiener Hasasi verriegelte hinter dem Schah die Tür. Schamsabadi schoss auf die Tür, verletzte Hasasi an der Hand, trat die Tür mit dem Fuß ein und drang in den Palast ein. Im Eingangsbereich des Palastes wurde Schamsabadi von dem Wachoffizier Mastersergeant Ayat Laschgari mit einer Pistole aufgehalten. Schamsabadi schoss eine Salve aus seiner Maschinenpistole auf Laschgari, bevor er, von zwei Kugeln Laschgaris getroffen, zusammenbrach. Sergeant Sari eilte Laschgari zu Hilfe und tötete Schamsabadi. Nach dem Schusswechsel lag Babaian tot vor dem Palasteingang. Laschgari und Schamsabadi wurden ebenfalls tot in der Eingangshalle des Palasts aufgefunden. Mohammad Reza Schah, dem das Attentat gegolten hatte, konnte zunächst in sein Büro flüchten und später den Palast über einen Nebeneingang verlassen.

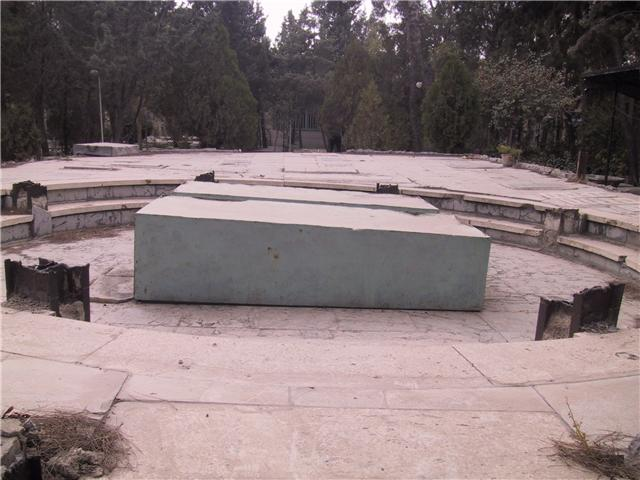
Zerstörtes Babaian/Laschgari-Mausoleum

Bei den Ermittlungen zu den Hintermännern stieß man zunächst auf den mutmaßlichen Auftraggeber, den im Exil weilenden Ex-General Teymur Bachtiar. Als mögliche Attentäter wurden sechs Mitglieder einer maoistischen Gruppierung verhaftet und vor Gericht gestellt. Ahmed Mansuri und Ahmed Kamerani wurden zum Tode verurteilt, Parviz Nikkhah erhielt eine lebenslange Freiheitsstrafe, weitere Angeklagte wurden freigesprochen. Mansuri und Nikkhah hatten um eine Audienz beim Schah gebeten, die dieser auch bewilligte. Nach dieser Audienz wurde die Todesstrafe für die beiden Hauptangeklagten in lebenslange Haft umgewandelt. Nach weniger als sechs Jahren Haft wurden am 2. Januar 1971 Mansuri und seine Komplizen freigelassen. Parviz Nikkhah machte Karriere beim staatlichen Rundfunk und wurde politischer Analyst und später Abteilungsleiter des nationalen Radios und Fernsehens (NIRT). Nach der islamischen Revolution wurde er wegen seiner Zusammenarbeit mit dem Schah am 13. März 1979 hingerichtet.
Die bei dem Attentat getöteten Wachoffiziere Babaian und Laschgari erhielten ein Begräbnis in einem kleinen Mausoleum auf dem Friedhof Emamzadeh Abdullah. Nach der Islamischen Revolution wurde das Mausoleum von Babaian und Laschgari im Auftrag von Ibrahim Yazdi, dem späteren Außenminister der Regierung Bazargan, zerstört.
Aus heutiger Sicht wird klar, warum die der Verschwörung Angeklagten nicht hingerichtet, sondern begnadigt und nach wenigen Jahren aus dem Gefängnis entlassen worden waren. Die Attentäter kamen nicht, wie in dem Prozess behauptet worden war, aus der linken Szene. Vielmehr war Schamsabadi von Mitgliedern der Fedajin-e Islam kontaktiert worden, die nur drei Monate zuvor Premierminister Hassan Ali Mansour ermordet hatten. Sechs Monate vor dem Attentat war Ruhollah Chomeini in die Türkei abgeschoben worden, nachdem er die Regierung und den Schah persönlich in einer Rede wegen eines am 13. Oktober 1964 verabschiedeten Gesetzes angegriffen hatte, das den Mitgliedern des im Iran stationierten amerikanischen Militärs und ihren Familienangehörigen diplomatischen Status und damit auch diplomatische Immunität gewährte. Das Gesetz, das auf Druck der US-Regierung verabschiedet wurde, berührte einen wunden Punkt in der Geschichte Irans. Das britische und russische Militär hatte sich vergleichbare Sonderrechte im ausgehenden 19. Jahrhundert zusichern lassen, und erst Reza Schah machte 1928 diesen Sonderrechten für ausländische Staatsbürger ein Ende. In seiner Rede bezog sich Chomeini auf Artikel 2 eines Verfassungszusatzes von 1907, nach dem jedes Gesetz von einem fünfköpfigen Rat der Geistlichkeit hinsichtlich seiner Übereinstimmung mit den Gesetzen des Islams überprüft werden müsse, und dass diese Bestimmung von den Parlamentariern bislang nicht berücksichtigt wurde. Chomeini beendete seine Rede mit einem Aufruf, dass Gott alle vernichten möge, die das Land, den Islam und den Koran verraten. Wenig später begann eine Serie von Attentaten, denen als erstes Premierminister Mansour zum Opfer fiel.

## Weitere Attentate
Am 19. Mai 1967 wurde das Auto des Schahs von einem 40 Mann starken Kommando überfallen. Allerdings war der Schah nicht in seinem Wagen. Das Attentat schlug fehl.
Am 3. Juni 1967 versuchte der Student Alikai Nadar in West-Berlin, ein mit Bomben bestücktes Auto gegen den Wagen des Schahs zu lenken. Auch dieses Attentat schlug fehl. Nach Auskunft des KGB-Agenten Wladimir Anatoljewitsch Kusitschkin versuchte der KGB, den Schah mit einer in einem VW-Käfer versteckten Bombe in die Luft zu sprengen.